# Conway Range
Die Conway Range ist eine Gebirgskette in der antarktischen Ross Dependency. Sie ragt zwischen dem Mulock- und dem Carlyon-Gletscher in den Cook Mountains des Transantarktischen Gebirges auf. 
Entdeckt wurde die Gebirgskette von Teilnehmern der Nimrod-Expedition (1907–1909) unter der Leitung des britischen Polarforschers Ernest Shackleton. Die Namensgebung ist nicht überliefert; die Gebirgskette ist vermutlich nach dem britischen Bergsteiger William Martin Conway (1856–1937) benannt.